# Jon Randall
Jon Randall Stewart (Dallas, 17 febbraio 1969) è un cantautore e produttore discografico statunitense.

## Carriera
La sua carriera è iniziata come chitarrista del gruppo Emmylou Harris & The Nash Ramblers.
Esponente di musica country, ha pubblicato tre album in studio tra il 1995 ed il 2005.
Come autore ha coscritto o scritto brani per diversi artisti; tra questi Whiskey Lullaby di Brad Paisley featuring Alison Krauss (2004) e Tin Man di Miranda Lambert (2017). Ha collaborato tra gli altri anche con Reba McEntire, Emmylou Harris, Maren Morris, Dierks Bentley, Kenny Chesney, Guy Clark, Little Big Town e Travis Denning.
In qualità di produttore discografico ha prodotto gli album di Dierks Bentley Up on the Ridge (2010) e The Mountain (2018). Inoltre ha prodotto dischi di Dwight Yoakam, Jack Ingram, Pat Green, Nitty Gritty Dirt Band, Jessi Alexander e Parker McCollum.
Nel maggio 2021 pubblica un album collaborativo con Miranda Lambert e Jack Ingram dal titolo The Marfa Tapes (RCA Nashville).

## Discografia
- 1995 - What You Don't Know (RCA Nashville)
- 1999 - Willin' (Eminent)
- 2005 - Walking Among the Living (Epic Records)
- 2021 - The Marfa Tapes (con Jack Ingram e Miranda Lambert) (RCA Nashville)